# Tarnowica Leśna
Tarnowica Leśna (ukr. Лісна Тарновиця) – wieś na Ukrainie, w obwodzie iwanofrankiwskim, w rejonie nadwórniańskim.
Znajduje tu się stacja kolejowa Tarnowica, położona na linii Chryplin – Delatyn.